# Менжинський В'ячеслав Рудольфович
В'ячеслав Рудольфович Менжинський (пол. Wacław Mienżynski; 31 серпня 1874, Санкт-Петербург — 10 травня 1934, дача «Горки-6»; Архангельське Московської області) — радянський партійний діяч, чекіст, наступник Ф. Е. Дзержинського на чолі ОДПУ (1926—1934). Член ЦК ВКП(б) з грудня 1927 по січень 1934 року.

## Біографія

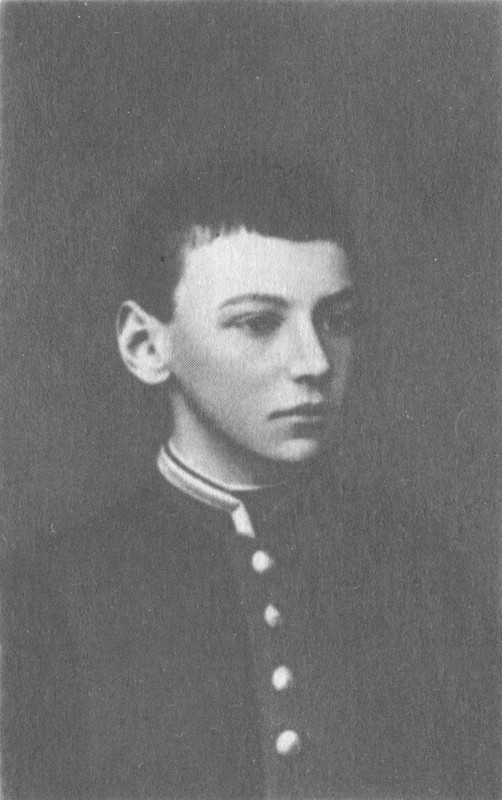
В. Р. Менжинський в 1880-ті рр.

Народився в Санкт-Петербурзі, в польській дворянській родині православного віросповідання. Дід його був співаком в церковному хорі. Батько, Рудольф Гнатович Менжинський — статський радник, випускник Петербурзького університету, викладач історії в Петербурзькому кадетському корпусі (в 1863 році перейменованого в кадетську гімназію), Пажеському корпусі, жіночому пансіоні мадам Труба і на Вищих жіночих курсах. Мати, Марія Олександрівна Шакеева, дочка інспектора Школи кавалерійських підпрапорщиків і юнкерів. У Менжинського було дві сестри: Віра і Людмила (1878—1933).
У 1898 році закінчив юридичний факультет Петербурзького університету. Вів провадив заняття у вечірньо-недільних школах для робітників, в нелегальних робітників гуртках. У молодості був близький до літературно-артистичномго середовища Срібного століття, (був знайомим з І. Коневским, потім входив до гуртка Ю. Н. Верховського) писав і друкував прозу. Повість «Роман Демидова» опублікована в «Зеленій збірці віршів і прози» (1905) під однією обкладинкою з дебютним виступом М. О. Кузміна, повість «Ісус. З книги Варавва» — в альманасі «Проталина» (1907, також за участю Кузміна).

### Революція 1905 р.
З 1902 року — член РСДРП, більшовик. У лютому 1903 направлений в Ярославль як представник газети «Іскра» у допомогу місцевим соціал-демократам. Працював помічником керівника в управлінні будівництвом Вологодської-Вятської залізниці. Вів революційну роботу, будучи членом ярославської організації РСДРП. У цей час у ній працювали М. С. Кедров, Н. І. Подвойський, Ніна Дідрікіль (дружина Подвойського). Менжинський вів військовий відділ, готуючи добірки матеріалів про хід Російсько-японської війни з різних іноземних видань, і був секретарем редакції опозиційної газети «Північний край».
У результаті народних хвилювань, що виникли після Маніфесту 17 жовтня 1905 року, редакція газети була розгромлена. Кадети-пайовики газети вирішили повернути редакторську владу відповідальному редактору В. М. Михееву, в результаті чого Менжинський і більшовики пішли з редакції. У 1905 році член військової організації при комітеті РСДРП в Петербурзі і редактор більшовицької газети «Казарма». У 1906 році заарештований, через кілька місяців звільнений з в'язниці і втік за кордон.

### Еміграція
З 1907 року в еміграції, жив у Бельгії, Швейцарії (у Цюріху й Женева). Співпрацював у газеті «Пролетар», разом з редакцією котрої переїхав до Парижа. Слухав лекції в Паризькому університеті, займався самоосвітою, вивчав мови. У цей час Менжинський входив до групи «Вперед», читав лекції в школі цієї групи в Болоньї (Італія). Був також у США та Великій Британії. З 1915 року працював у французькому банку «Ліонський кредит».

### Революція 1917 р. і громадянська війна
Після лютневої революції повернувся через Лондон до Росії. Разом з О. Ф. Ільїним-Женевським редагував газету «Солдат». Член Бюро військової організації при ЦК РСДРП(б). Під час жовтневого перевороту член Петроградського військово-революційного комітету (ВРК), комісар ВРК в Держбанку.
30 жовтня (12 листопада) 1917 року призначений заступником народного комісара фінансів РРФСР (фактично виконував обов'язки наркома до 20 січня 1918 року, бо призначений народним комісаром Іван Скворцов-Степанов до роботи не приступав).
20 січня — 9 березня 1918 року — народний комісар фінансів РРФСР. За участю Менжинського проводилася націоналізація банків і жорстка боротьба з страйком банківських службовців (аж до звільнення саботажників).
У березні 1918 року, коли радянський уряд переїхав до Москви, Менжинський за рішенням ЦК залишився працювати в Петрограді. З 11 березня по 1 квітня 1918 року — комісар фінансів Петроградської Трудової Комуни. З 1 по 9 квітня 1918 року — товариш (заступник) комісара фінансів Петроградської трудової комуни. З 9 по 29 квітня 1918 року — комісар фінансів Петроградської трудової комуни.
У березні — квітні 1918 року — начальник кримінального сектора комісаріату юстиції Петроградської трудової комуни (за сумісництвом). У квітні 1918 року — член колегії комісаріату юстиції Петроградської трудової комуни і брав активну участь у роботі Петроградської ЧК. До складу ВЧК Менжинський був введений 8 (21) грудня 1917 року.
З квітня по 5 листопада 1918 року — генеральний консул РРФСР в Берліні (Німеччина). У жовтні 1918 року вів переговори про постачання німецького вугілля в Петроград. Повернувся з Німеччини після розриву дипвідносин 5 листопада 1918 року. У грудні 1918 року — член колегії Народного комісаріату із закордонних справ РРФСР. У січні 1919 року був членом комісії ВЦВК на переговорах з Директорією УНР.

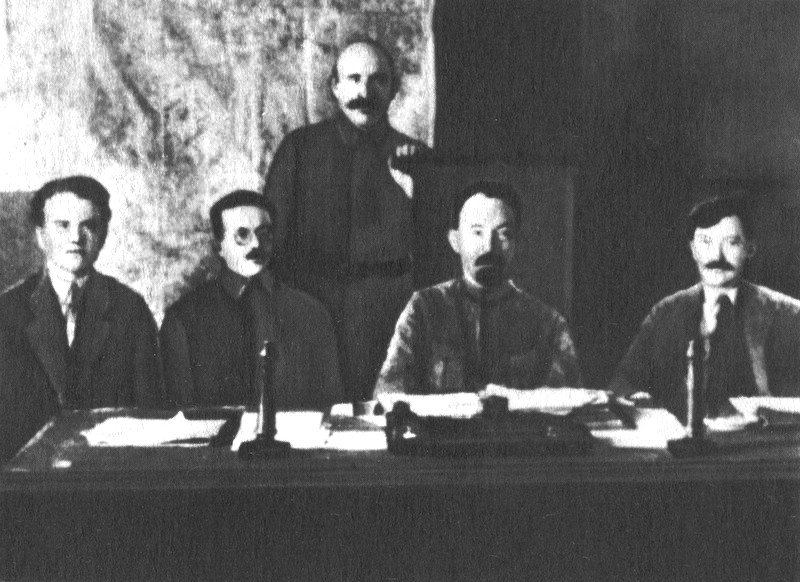
Члени колегії ВЧК (зліва направо) Я. X. Петерс, Й. С. Уншліхт, А. Я. Бєлєнький (стоїть), Ф. Е. Дзержинський, В. Р. Менжинський. 1921 р.

З квітня по травень 1919 року — співробітник політичного відділу Революційної військової ради республіки.
У травні — червні 1919 року — заступник народного комісара державного контролю Української СРР. З травня по серпень 1918 року — член Малої ради народних комісарів Української СРР У червні 1919 року — в.о. народного комісара державного контролю Української СРР.
16 червня — 16 серпня 1919 року — член колегії ВУЧК при РНК Української СРР. З липня по серпень 1919 року — особливоуповноважений Ради робітничо-селянської оборони УСРР у прифронтовій смузі.
З 28 серпня 1919 по 1 лютого 1920 року — особливий уповноважений Особливого відділу ВЧК у Москві. З лютого 1920 року — заступник, з 20 липня 1920 по липень 1922 року — начальник Особливого відділу ВЧК (ДПУ) РРФСР і член Президії ВЧК. Йому ж був підпорядкований реорганізований в самостійний Іноземний відділ ВЧК.
На початку Особливий відділ став основою створеного наказом ВЧК від 14 січня 1921 Секретно-оперативного управління (СОУ) ВЧК, до складу якого також увійшли інформаційний, секретний, оперативний і іноземний відділи, начальником СОУ 14 січня 1921 року був призначений Менжинський (по 30 липня 1926 року).
З липня 1922 по 10 травня 1934 року — член колегії ДПУ РРФСР (ОДПУ СРСР).
З 18 вересня по 2 листопада 1923 року — 1-й заступник голови ДПУ при НКВС РРФСР, з 2 листопада 1923 по 30 липня 1926 року — 1-й заступник голови ОДПУ при РНК СРСР Дзержинського. Вже в цей період Менжинський грав вирішальну роль в ОДПУ, бо Дзержинський був зайнятий справами ВРНГ.

### Голова ОДПУ
20 липня 1926 помер Дзержинський, його місце зайняв Менжинський, який був головою ОДПУ при РНК СРСР з 30 липня 1926 по 10 травня 1934 року. За цей період відбувся «великий перелом» — політичний курс Сталіна, що полягав у ліквідації НЕПу, суцільна колективізація  селянства, переход до індустріалізації. Цей курс у внутрішній політиці країни проводився керівниками більшовицької партії і уряду шляхом масових репресій проти широких верств населення країни, в першу чергу — проти заможного селянства, «куркульства» і тієї частини селян, які не погоджувалися вступати в колгоспи, «підкуркульників». Куркульство підлягало «ліквідації, як клас», що на практиці означало конфіскацію майна, насильницьке переселення, в тому числі в необжиті райони з суворими умовами життя, ув'язнення у виправно-трудові табори.
У липні 1927 року наступником Менжинського на посаді начальника Секретно-оперативного управління став Генріх Ягода. У реалізації нової політики Радянської держави ОДПУ відводилася роль одного з головних виконавців, і Менжинський енергійно взявся за проведення її в життя. З початком колективізації кількість ув'язнених з політичних мотивів зросло, і в 1931 р. в ОДПУ була створена система виправно-трудових таборів, засуджені направлялися на будівництво Біломорканалу (1931—1933), а потім — на будівництво каналу Москва — Волга (1932—1937). Виступи селян проти колективізації придушували каральні загони ОДПУ за підтримки частин Червоної Армії.
У цей же період починається практика політичних процесів у справах, які вело ОДПУ, що супроводжуються чистками в різних областях народного господарства: Шахтинська справа (1928), справа Трудової селянської партії (1929), справа Промпартії (1930), справа Союзного бюро меншовиків).
При головуванні Менжинського в ОДПУ припадає початок організації спецтюрем «(шарашек)», в яких ув'язнені вчені та інженери створювали зразки нової техніки. У 1930 році в приміщенні Бутирській в'язниці було організовано ЦКБ-39, в якому авіаконструктори Д. П. Григорович і Н. Н. Полікарпов розробляли винищувачі. Засуджений у справі Промпартії Л. К. Рамзин в ув'язненні розробив прямоточний котел.
Менжинський встановив рекорд тривалості перебування на посту глави спецслужб сталінської епохи — 8 років. На XV з'їзді ВКП(б) Менжинський виступив з повідомленням про зв'язки працівників нелегальної опозиційної троцькістської друкарні з контрреволюціонерами-білогвардійцями. На з'їзді Менжинський був обраний членом ЦК ВКП(б).
У 1927—1928 роках ОДПУ вислало з Москви визначних членів опозиції (близько 150 чоловік). За Менжинського створено політізолятори, в яких знаходилися діячі небільшовицьких партій, а потім і опозиціонери з ВКП(б).

### Останні роки
В останні роки життя глава ОДПУ важко хворів і довгий час був прикутий до ліжка, проводячи колегії на дому. Збереглися свідчення про те, що він проводив збори оперативників, лежачи на дивані. Шеф держбезпеки мав величезний перелік кардіологічних хвороб. Додатково до цього давали про себе знати травми, отримані в результаті аварії в Парижі під час еміграції (Менжинський тоді потрапив під машину). Менжинський помер 10 травня 1934 року. Був кремований, прах поміщений в урні у Кремлівській стіні на Красній площі в Москві.
У тому ж році ОДПУ було переіменовано в ГУДБ НКВД СРСР, наступник Менжинського, Г. Г. Ягода, став також наркомом внутрішніх справ.
У 1938 році Третій московський процес виніс вирок обвинуваченим, дійшовши до висновку, що Менжинський був убитий ними в результаті неправильного лікування за наказом Ягоди, «за завданням правотроцькістського блоку».

## Нагороди та пам'ять
- Орден Червоного Прапора[6]

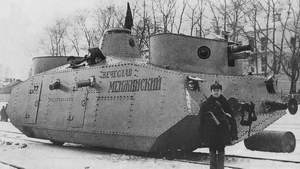
Моторизований броньовий вагон, модель Д-1, 2-я дивізія військ НКВД

- На згадку про Менжинському в СРСР був названі ряд вулиць і селище в Самарській обл.
- У його честь названа вулиця в Москві (Бабушкінський район), в Ростові-на-Дону в р-ні Сільмашу.
- У Волгограді в мікрорайоні Спартановка одна з вулиць названа на честь Менжинського.
- 17 серпня 1934 ім'я В'ячеслава Менжинського присвоєне Третій школі прикордонної охорони і військ ОДПУ.
- Уссурійському (Іманського) прикордонному загону в місті Дальнєреченськ було присвоєно ім'я В. Р. Менжинського[7]
- Моторизований броньовий вагон, модель Д-1, 2-я дивізія військ НКВД, носив ім'я В'ячеслава Менжинського.

## Сім'я

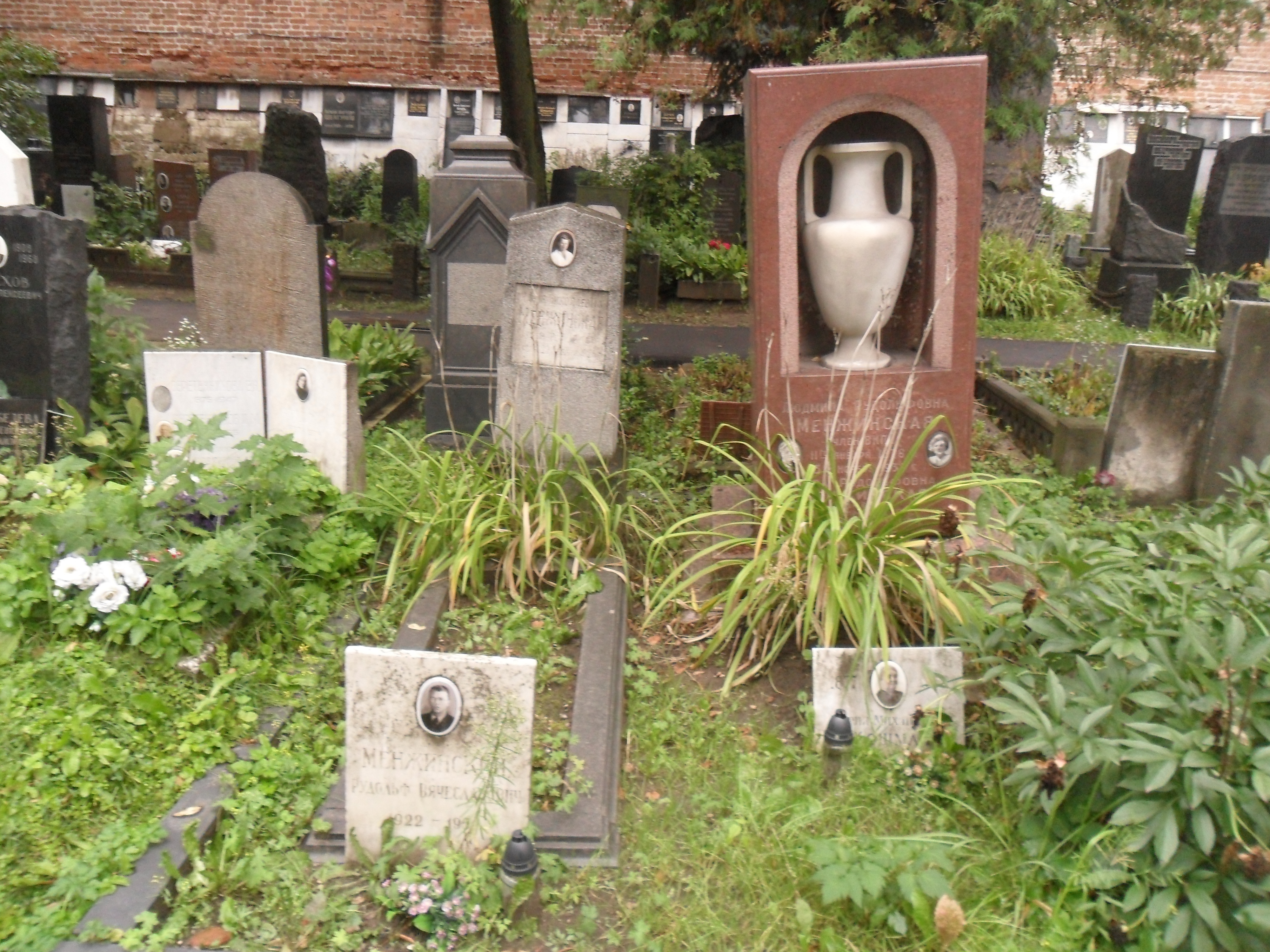
Могила сина і сестер Менжинського на Новодівичому кладовищі

Був тричі одружений, уперше на Юлії Іванівні, у якої від Менжинського було троє дітей. Друга дружина — Марія Миколаївна Ростовцева (пом. у листопаді 1925 р.) — Теж народила дитину. Третя дружина — Алла Семенівна Пеклова (1907—1966), — працювала інженером Центрального аерогідродинамічного інституту ім. Н. Е. Жуковського (ЦАГІ). У неї від Менжинського був син Рудольф (1927—1951), дипломат, помер молодим за нез'ясованих обставин.

## Кіно
- Виведений в початкових і завершальних епізодах телесеріалу «Державний кордон» (1980—1984).
- У фільмі «20 грудня» (1981).
- У фільмі «Синдикат-2» (1981).
- У фільмі «Крах» (1968).